# سبات (السياني)

تعديل مصدري - تعديل

سبات هي إحدى قرى عزلة الأزارق بمديرية السياني التابعة لمحافظة إب، بلغ تعداد سكانها 843 نسمة حسب تعداد اليمن لعام 2004.